# V344 Большой Медведицы
V344 Большой Медведицы (лат. V344 Ursae Majoris) — одиночная переменная звезда в созвездии Большой Медведицы на расстоянии приблизительно 793 световых лет (около 243 парсеков) от Солнца. Видимая звёздная величина звезды — от +10,4m до +10,1m.

## Характеристики
V344 Большой Медведицы — эруптивная переменная звезда типа RS Гончих Псов (RS).